# Clubiona chevalieri
Clubiona chevalieri är en spindelart som beskrevs av Lucien Berland 1936. Clubiona chevalieri ingår i släktet Clubiona och familjen säckspindlar. Inga underarter finns listade i Catalogue of Life.